# Harmogenanina detecta
Harmogenanina detecta é uma espécie de gastrópode  da família Helicarionidae.
É endémica de Reunião.